# آیزینگن
آیزینگن (به آلمانی: Eisingen) یک شهر در آلمان است که در Enz واقع شده‌است. آیزینگن ۴٬۵۲۰ نفر جمعیت دارد.